# Гай Атилий Серран (консул)
Гай Ати́лий Серра́н (лат. Gaius Atilius Serranus; умер, предположительно, в конце 87 года до н. э.) — древнеримский политический деятель из плебейского рода Атилиев Серранов, консул 106 года до н. э. Стал жертвой марианского террора.

## Происхождение
Гай Атилий принадлежал к плебейскому роду, происходившему из Кампании. Атилии Серраны в III веке до н. э. отделились от Атилиев Регулов. Вначале когномен Серран связывали с названием города Сарран в Умбрии, но позже его переосмыслили как сеятель (Serranus).
В Капитолийских фастах не сохранилась информация о том, какие преномены носили отец и дед Гая Атилия.

## Биография
Гай Атилий впервые упоминается в сохранившихся источниках в связи с событиями 106 года до н. э. Тем не менее исследователь Роберт Броутон предположил, что, учитывая требования закона Виллия, установившего временные промежутки между магистратурами, Серран должен был не позже 109 года до н. э. занимать должность претора. В 106 году до н. э. Гай Атилий стал консулом вместе с патрицием Квинтом Сервилием Цепионом. Последний баллотировался в паре со своим зятем Квинтом Лутацием Катулом, но Серран набрал больше голосов, и для Катула это стало первым из трёх поражений подряд. Победе Гая не помешало даже то обстоятельство, что этого кандидата считали очень глупым человеком.
О деятельности Серрана на посту консула практически ничего не известно. Античные авторы отмечают, что именно при консулах Серране и Цепионе родились люди, принадлежащие к числу величайших римлян, — Марк Туллий Цицерон и Гней Помпей Великий. Следующее упоминание о Гае Атилии относится к декабрю 100 года до н. э., когда состоялась решающая схватка между сторонниками популяра Луция Аппулея Сатурнина и сенатской «партией»: Серран в числе других нобилей явился к храму Санка, чтобы получить оружие из государственного хранилища.
Многие исследователи отождествляют с консулом 106 года до н. э. упомянутого у Аппиана Атилия Серрана. Это сенатор, погибший в конце 87 года до н. э. после взятия Рима войсками Гая Мария и Луция Корнелия Цинны; убийцы настигли его в пути. В историографии есть разные гипотезы о причинах такого конца. Эрнст Бэдиан предположил, что Гай Атилий был другом Гая Мария, а позже перешёл на сторону его противников; Майкл Булст — что Серран предпринял какие-то враждебные действия по отношению к Цинне в начале 87 года до н. э. Артур Кивни констатирует, что надёжных аргументов в пользу любой из этих гипотез нет, так что причины убийства Серрана марианцами или циннанцами остаются неизвестными.